# Bakelsebrug
De Bakelsebrug is een buurtschap  en een straatweggedeelte van de N607, de weg tussen Bakel en Helmond in de Nederlandse provincie Noord-Brabant. De N607 sluit in Helmond aan op de N279 en in Bakel op de N604.
De Bakelsebrug is eveneens een brug waarover de weg de grens ter plaatse van Helmonds gemeentegebied de Bakelse Aa oversteekt.
De Bakelse Aa heeft hier een breedte van ongeveer 10,5 meter. De Bakelse Brug, die over de beek ligt, is een brug gemaakt van beton en ijzer met daarover asfaltbeton.
Ter plaatse bevindt zich de buurtschap Bakelsebrug. Deze namen, de straatweg en de buurtschap zijn dus afkomstig of afgeleid van de bijliggende brug over de Bakelse Aa.

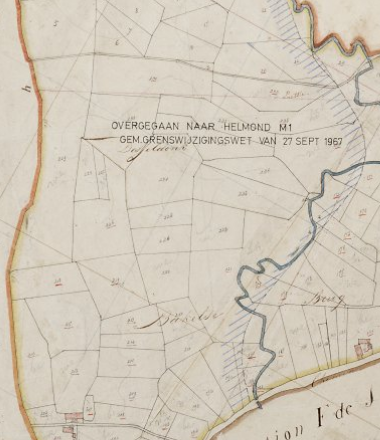
Bakelse Brug anno 1811-1832 (Bron: Oude topografische kaarten op watwaswaar.nl (niet meer beschikbaar))

Dorpen: Bakel · De Mortel · De Rips · Elsendorp · Gemert · Handel · Milheeze

Buurtschappen: Bakelsebrug · Bankert · Benthem · Deelse Kampen · De Klef · De Wind · Doonheide · Esdonk · Esp · Geneneind · Grotel · Heidveld · Hilakker · Hoeven · Hoogen-Aarle · Kaweide · Kivitsbraak · Koks · Kuundert · Mathijseind · Milschot · Muizenhol · Neerstraat · Nuijeneind · Overschot · Pandelaar · Pandelaarse Kampen · Ravensgat · Ren · Rootvlaas · Scheepstal · Schouw · Schutsboom · Speurgt · Tereyken · Verreheide · Vossenberg · Wolfsbosch · Zaarvlaas · Zand

Voormalige buurtschappen: Boekent

Noord-Brabant: Steden en dorpen      Nederland: Provincies · Gemeenten